# Sông Đăk Pơ Ne
Đăk Pơ Ne hay Đăk Pô Ne là phụ lưu hợp thành của dòng Đăk Bla thuộc hệ thống sông Sê San, chảy ở huyện Kon Plong tỉnh Kon Tum, Việt Nam .
Sông có chiều dài 56 km và diện tích lưu vực là 490 km². Sông Đăk Pơ Ne chảy qua các tỉnh Kon Tum.

## Dóng chảy
Đăk Pơ Ne bắt nguồn từ phía đông xã Măng Cành huyện Kon Plong 14°40′1″B 108°21′29″Đ / 14,66694°B 108,35806°Đ, chảy về hướng tây nam. Đến thị trấn Măng Đen thì chuyển hướng nam.
Tại xã Đăk Pne huyện Kon Rẫy tỉnh Kon Tum sông đổi hướng tây nam, tiếp nhận dòng Đăk Pne 14°31′13″B 108°17′30″Đ / 14,52028°B 108,29167°Đ.
Tại vùng giáp nhau giữa xã Đăk Ruồng và xã Tân Lập, Đăk Pơ Ne hợp lưu với dòng Đăk Snghé thành dòng Đăk Bla.

## Thủy điện
Thủy điện Đăk Pône 14°34′37″B 108°18′18″Đ / 14,57694°B 108,305°Đ xây dựng trên dòng Đăk Pơ Ne tại vùng đất các xã Măng Cành và Đăk Long huyện Kon Plong . Thủy điện Đăk Pône có hai bậc A và B, tổng công suất lắp máy 15,6 MW (bậc A 14 MW và bậc B 1,6 MW), khởi công tháng 01/2006 hoàn thành tháng 12/2008 . Trong các văn liệu thủy điện tên sông viết thành Đăk Pône.

## Chỉ dẫn
1. ↑  Trong tiếng các dân tộc thuộc nhóm ngôn ngữ Môn-Khmer ở Tây Nguyên và trong tiếng Việt cổ (trước thế kỷ 16, xem Chữ Nôm) thì đăk đã có nghĩa là nước, sông, suối,... còn krông nghĩa là sông.